# Xanthocaecilius
Xanthocaecilius är ett släkte av insekter. Xanthocaecilius ingår i familjen fransvingestövsländor.
Kladogram enligt Catalogue of Life:
| Xanthocaecilius | \| \| Xanthocaecilius quillayute \| \| \| \| \| \| Xanthocaecilius sommermanae \| \| \| \| |
|                 | \| \| Xanthocaecilius quillayute \| \| \| \| \| \| Xanthocaecilius sommermanae \| \| \| \| |
|                 | Caecilius                                                                                  |
|                 |                                                                                            |
|                 | Enderleinella                                                                              |
|                 |                                                                                            |
|                 | Maoripsocus                                                                                |
|                 |                                                                                            |
|                 | Orocaecilius                                                                               |
|                 |                                                                                            |
|                 | Paracaecilius                                                                              |
|                 |                                                                                            |
|                 | Stenocaecilius                                                                             |
|                 |                                                                                            |
|                 | Valenzuela                                                                                 |
|                 |                                                                                            |
|                 | Xanthocaecilius quillayute                                                                 |
|                 |                                                                                            |
|                 | Xanthocaecilius sommermanae                                                                |
|                 |                                                                                            |

|  | Xanthocaecilius quillayute  |
|  |                             |
|  | Xanthocaecilius sommermanae |
|  |                             |